# Микролит
Микролит је праисторијско, геометријско, камено оруђе изузетно малих димензија, које не прелазе 25 милиметара.
Најчешће су то стругачи, стрмо ретуширани шиљак или неко друго оруђе.
Тенденција микролитизације оруђа је изражена крајем млађег палеолита и у мезолиту и тесно је повезана са технолошким иновацијама које се јављају током периода, када се јавља и хипермикролитско оруђе, чије су димензије још мање и не прелазе 10 милименатара
Циљ смањења оруђа је био уштеда сировина и могућност добијања оруђа стандардизоване форме и функције.
Од микролита касније се праве неједнако композитна оруђа.